# Hornsömmern
Hornsömmern település Németországban, azon belül Türingiában. Lakosainak száma 143 fő (2023. december 31.).

## Népesség
A település népességének változása:
| Lakosok száma | 152  | 160  | 158  | 145  | 143  |
|               | 2017 | 2019 | 2021 | 2022 | 2023 |